# Gödrös Frigyes
Gödrös Frigyes (Budapest, 1942. augusztus 8.) Balázs Béla-díjas magyar filmrendező, forgatókönyvíró, színész.

## Életpályája
Szülei: Gödrös Imre és Büntzly Gerda voltak. 1958–1963 között Konzervatóriumot végzett. 1965–1970 között a Színház- és Filmművészeti Főiskola hallgatója volt. 1970–1972 között a Hunnia Filmstúdióban dramaturg, asszisztens és forgatókönyvíró volt. 1972–1975 között a Híradó- és Dokumentumfilm-stúdióban dolgozott. 1975-től öt évig a rövidfilm-főosztály munkatársa volt, ahol referenciafilmeket, forgatókönyveket készített, valamint tévéfilmet az antialkoholista mozgalomról. 1981–1987 között a Balázs Béla Stúdió ügyvezetője, majd a Fiatal Filmkészítők Stúdiójában, a Focusfilm Kft.-ben rendezett.

## Filmjei

### Forgatókönyvíróként
- Priváthorvát és Wolframbarát (1993) (Dr. Horváth Putyival, rendező és színész is)
- Glamour (2000) (rendező is)
- Szemétdomb (2001)
- Történetek az elveszett birodalomból (2004) (Can Togay-jal, rendező is)
- Kolorádó Kid (2010)

### Színészként
- Még kér a nép (1972)
- A halál kilovagolt Perzsiából (2005)
- Tabló – Minden, ami egy nyomozás mögött van! (2008)
- Fekete leves (2014)
- Magyar Passió (2021)

### Rendezőként
- Ifjú házasok (1974)
- Vegyipari szakmunkások (1975)
- Kirándulás (1975)
- Búcsú és ünnep (1976)
- Naplótöredék (1977)
- Da Capo Kornai Péterrel (1988)
- Glamour (2000)

## Díjak
- A filmkritikusok díja (1995)
- A filmszemle fődíja (2000): Glamour

## Külső hivatkozások
- Filmkatalógus.hu